# Charles Lartigue
Charles François Marie-Therese Lartigue (* 1834 in Toulouse; † 1907) war ein französischer Ingenieur, der die nach ihm benannte Lartigue-Einschienenbahn entwickelte.
Während der kolonialen Besetzung Nordafrikas durch die Franzosen hatten diese einen erheblichen Transportbedarf, der mit Eisenbahnen gedeckt werden sollte. Problematisch waren hier jedoch die Sandverwehungen auf normalen zweispurigen Gleisen. 
Hier ließ sich Lartigue der Geschichte zufolge von den Kamelkarawanen mit beiderseits hängenden Lasten zu einer Einschienenbahn auf Stelzen mit halb abgehängten Wagen inspirieren. Eine 90 Kilometer lange Linie in Algerien testete er zunächst erfolgreich mit Zugpferden. 
Von späteren weiteren Bahnen war die 36 Jahre lang mit speziell entwickelten Dampflokomotiven betriebene Listowel Ballybunion Railway in irischen Ortschaft Listowel am erfolgreichsten. Diese Bahn ist nach den alten Vorlagen ab 2001 neu aufgebaut worden.
| Personendaten    | Personendaten                            |
| ---------------- | ---------------------------------------- |
| NAME             | Lartigue, Charles                        |
| ALTERNATIVNAMEN  | Lartigue, Charles François Marie-Therese |
| KURZBESCHREIBUNG | französischer Ingenieur                  |
| GEBURTSDATUM     | 1834                                     |
| GEBURTSORT       | Toulouse                                 |
| STERBEDATUM      | 1907                                     |